# ديف غراهام (متسلق صخور)
ديف غراهام (بالإنجليزية: Dave Graham)‏ هو متسلق صخور ‏ أمريكي، ولد في 10 نوفمبر 1981 في مين في الولايات المتحدة.

## وصلات خارجية
- ديف غراهام على موقع الاتحاد الدولي لرياضة التسلق (الإنجليزية)